# Cycas hoabinhensis
Cycas hoabinhensis — вид голонасінних рослин класу саговникоподібні (Cycadopsida).
Етимологія: від зростання у провінції Хоа Бінь, в північному В'єтнамі, з суфіксом -ensis латинською, що означає походження.

## Опис
Стовбури деревовиді або безстеблові, до 0.6 м заввишки, 5–8 см діаметром. у вузькому місці; 2–10 листків у кроні. Листки яскраво-зелені, дуже блискучі, завдовжки 50–130 см. Пилкові шишки вузько-яйцевиді або веретеновиді, жовті, 10–12 см, 5–6 см діаметром. Мегаспорофіли завдовжки 7 см, коричнево-повстяні. Насіння яйцеподібне, саркотеста жовта, не вкрита нальотом.

## Поширення, екологія
Країни поширення: В'єтнам. Росте на висотах від 50 до 150 м над рівнем моря. Рослини знаходяться у закритих місцях на крутих вапнякових оголеннях під закритим вічнозеленим лісовим пологом. Деякі екземпляри зустрічаються в ущелинах і тріщинах у голій скелі з невеликим або ніяким ґрунтом.

## Загрози та охорона
Надмірне збирання рослин з природи ставить цю рослину в небезпеку. Це дрібний вид, який дуже популярний як рослина «бонсай» і велика кількість рослин видаляється з дикої природи. Рослини охороняються у англ. Cuc Phuong National Park, Chua Huong Tich Nature Reserve, Thuong Tien Nature Reserve.